# Тунелі Севастополя
Тунелі Севастополя — шість тунелів, пробитих в скелях для залізничного сполучення Севастополя з Сімферополем. Побудовані під час прокладання Лозово-Севастопольської залізниці, що з'єднувала Севастополь з центральними губерніями Російської імперії. Загальна протяжність тунелів близько двох кілометрів. Будівництво залізниці завершилось 15 вересня 1875 року.